# 우산잔디
우산잔디(Cynodon dactylon)는 벼과의 여러해살이풀이다. 온지형 잔디에 속한다. 한반도 동해안을 따라 강원 낙산사까지 자생하고 있다. 5 ~ 9월의 약 5개월간 푸르다. 불완전 기는줄기로 잔디 중 기는줄기의 생장이 가장 빠르나 내한성이 약하다. 높이는 15 ~ 50cm 로 자라므로 자주 깎아 주어야 한다. 재생력이 강하고 병충해가 적다.